# Куанса, Абейку
Абейку Куанса (англ. Abeiku Quansah; род. 2 ноября 1990, Кумаси) — ганский футболист, нападающий.
Прежде известный по выступлениям за молодёжную сборную Ганы, с которой становился чемпионом Африки и мира.

## Клубная карьера
Куанса родился 2 ноября 1990 года в городе Кумаси. Воспитанник футбольной школы клуба «Винди Профешоналз». Профессиональную футбольную карьеру начал в 2005 году в основном составе того же клуба, в котором провёл три сезона, приняв участие в 77 матчах чемпионата.
Своей игрой за эту команду он привлёк внимание представителей тренерского штаба клуба «Ницца», в состав которого присоединился 4 ноября 2008 года. Сыграл за команду из Ниццы следующие три сезона своей игровой карьеры, однако так и не смог пробиться в основной состав.
В состав клуба «Арсенал Киев» присоединился в июле 2011 года. В первом же сезоне сыграл за киевских «канониров» 7 матчей в национальном чемпионате и помог команде занять пятое место в лиге и впервые в своей истории попасть в еврокубки. После расформирования клуба получил статус свободного агента. 25 января 2014 года подписал контракт с египетской «Эль-Гуной».
Проведя год в клубе «Мотема Пембе» в ДР Конго, в 2019 году Куанса подписал контракт с клубом «Берекум Челси».

## Выступления за сборные
В 2006 году Куанса дебютировал в составе юношеской сборной Ганы, вместе с которой участвовал в юношеском чемпионате Африки 2007 года, где завоевал бронзу; и в юношеском чемпионате мира 2007 года, где занял с командой четвёртое место. Всего принял участие в 6 играх на юношеском уровне.
В течение 2008—2009 годов привлекался в состав молодёжной сборной Ганы, вместе с которой играл на молодёжном первенстве Африки 2009 года. В том же году он участвовал в чемпионате мира среди молодёжных команд, где Гана стала сильнейшей сборной в мире, а Абейку сыграл в шести матчах и забил победный гол в полуфинале в ворота Венгрии.